# Dryopteris stanley-walkeri
Dryopteris stanley-walkeri är en träjonväxtart som beskrevs av Fraser-jenk. Dryopteris stanley-walkeri ingår i släktet Dryopteris och familjen Dryopteridaceae. Inga underarter finns listade.